# Bricklin SV-1

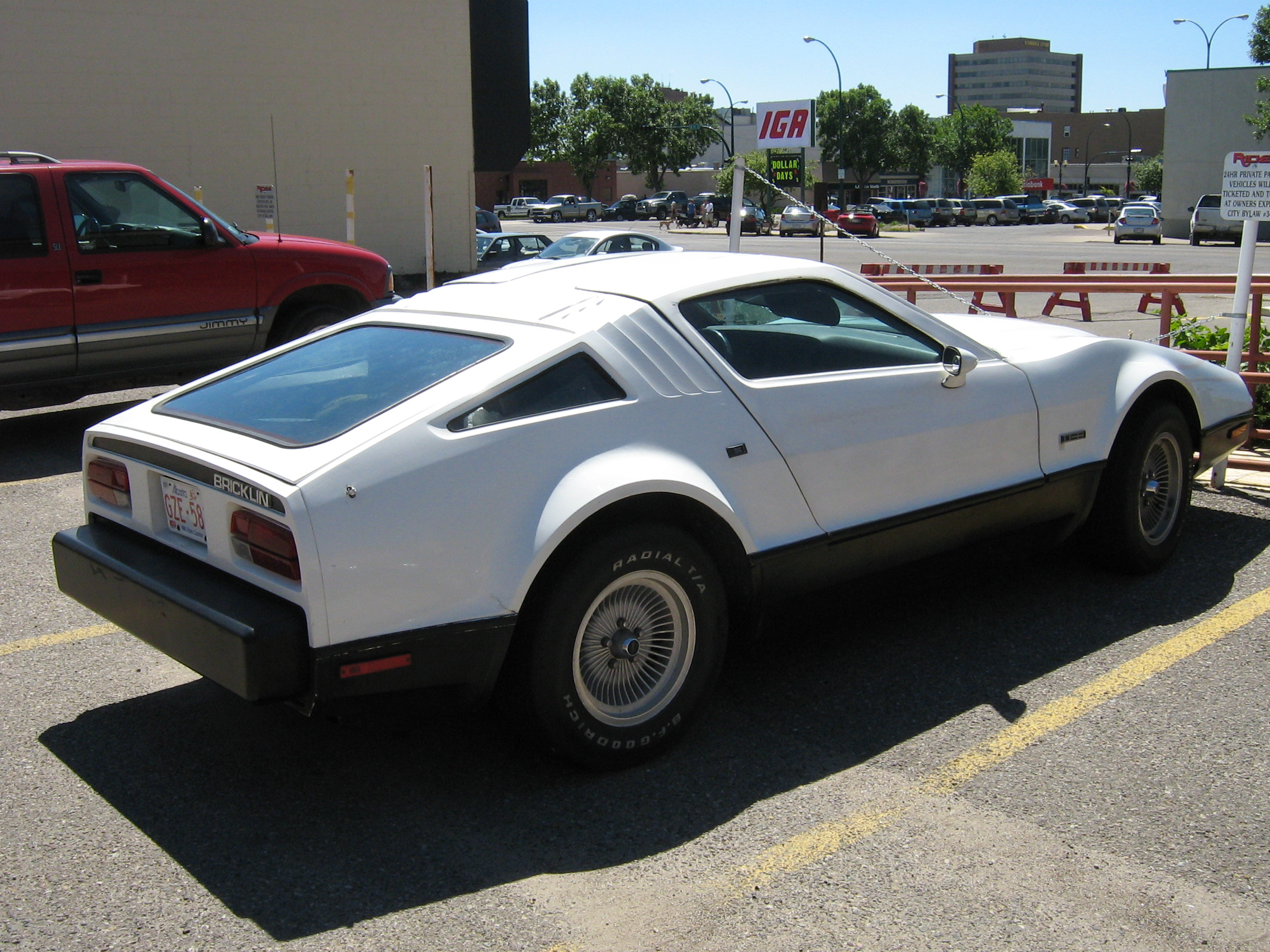
Vista posterior de un Bricklin SV-1.

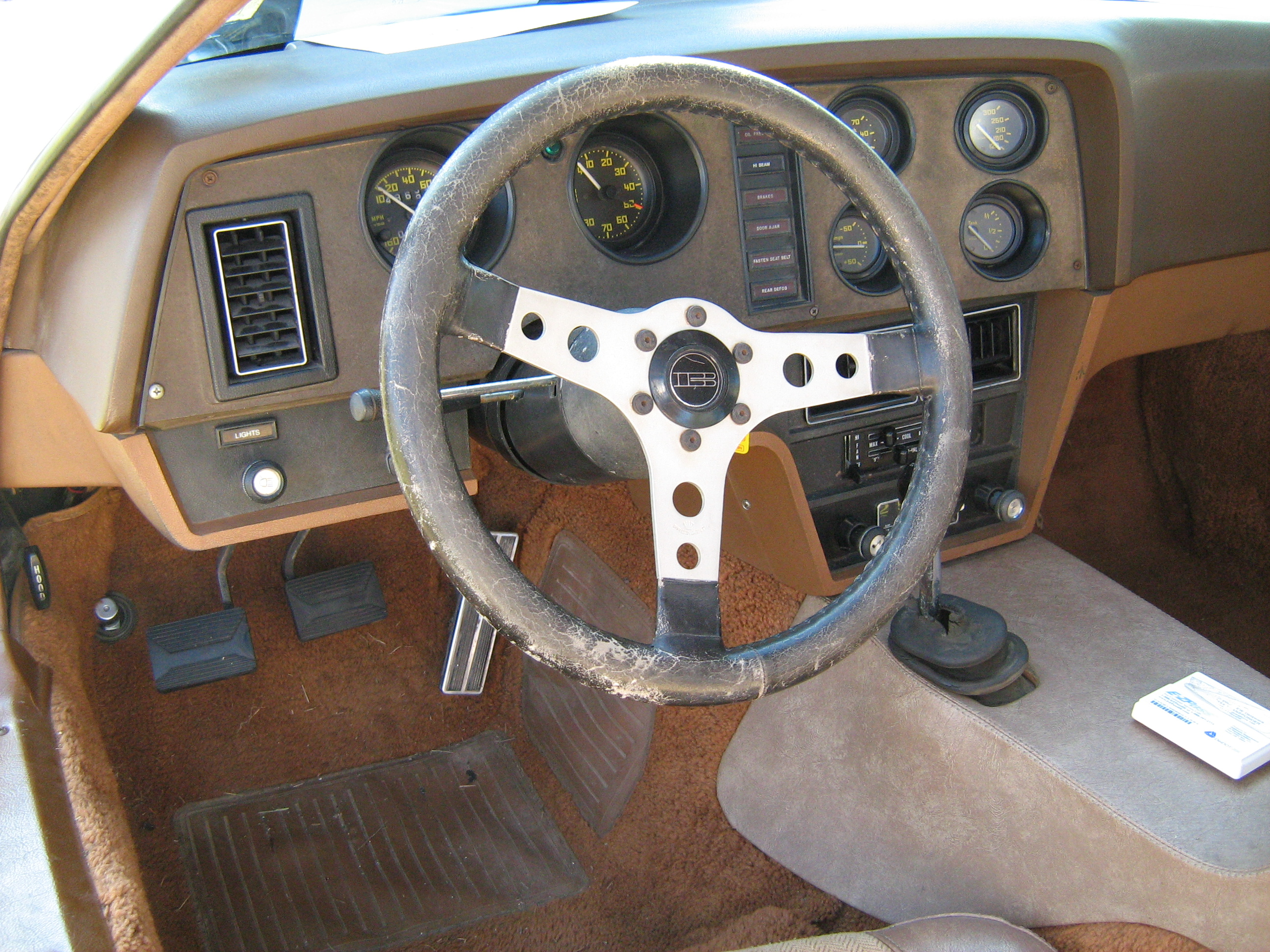
Interior de un Bricklin SV-1.

El Bricklin SV-1 es un automóvil deportivo construido en Saint John (Nuevo Brunswick, Canadá), desde 1974 hasta principios de 1976 para el mercado de los Estados Unidos. El nombre "SV-1" significa Safety Vehicle 1.

## Desarrollo, mecánica y producción
Este automóvil era una creación de Malcolm Bricklin, un millonario estadounidense que había fundado previamente la sucursal de Subaru en Estados Unidos. Las ventas no cumplieron las expectativas, y solamente se produjeron 2.854 automóviles antes de que la compañía entrara en bancarrota, debiendo más de 23 millones de dólares al gobierno de Nuevo Brunswick. En 2012 se estimaba que aún existían más de 1700 unidades del Bricklin SV-1.
En el SV-1 se instalaron unas puertas de ala de gaviota que se abren y cierran gracias a una bomba de aire. El DMC DeLorean, que se asemeja al SV-1, utiliza un sistema de barra de torsión mucho más fiable para abrir las puertas. Los Bricklin SV-1 no tenían ningún encendedor ni cenicero, ya que según Malcolm Bricklin fumar durante la conducción era inseguro.
En 1974 el motor del SV-1 era un gasolina V8 AMC 360 de 5,8 litros de cilindrada y 220 HP. Las unidades vendidas durante los años 1975 y 1976 tenían un motor V8 Ford 351 Windsor de 5,7 litros y 175 HP. La suspensión era independiente en las ruedas delanteras y los muelles eran en espiral.
En 1974 la producción fue de 772 unidades, 137 de las cuales tenían transmisión manual de cuatro velocidades. En 1975 y 1976 los SV-1 tenían transmisión automática.

## Seguridad
Este automóvil tenía elementos de seguridad ante accidentes inéditos en deportivos de los años 70, aunque también tenía algunos fallos, como la carrocería ya que se podía agrietar o deformar. Entre otras características, tiene una jaula de seguridad integrada en el habitáculo que protege a sus ocupantes en caso de vuelco, parachoques que soportan impactos de 8 km/h (5 mph), y barras de protección laterales. La carrocería es de fibra de vidrio con pintura de "colores de seguridad": blanco, rojo, verde, naranja y bronce.

## Recepción
El Bricklin SV-1 de 1975 fue incluido por la revista Time en la lista de Los 50 peores automóviles de todos los tiempos.

## Especificaciones
| Ficha técnica          | Bricklin SV-1                                                                                         |
| Motor                  | 8 cilindros en V OHV a 90°, 2 válvulas por cilindro.                                                  |
| Cilindrada             | 5896 centímetros cúbicos.                                                                             |
| Diámetro y carrera     | 101,6 mm x 88,9 mm.                                                                                   |
| Alimentación           | Carburadores.                                                                                         |
| Relación de compresión | 8.1:1                                                                                                 |
| Potencia máxima        | 175 HP a 3800 rpm (1975).                                                                             |
| Par máximo             | 427,1 Nm a 3100 rpm.                                                                                  |
| Transmisión            | Caja de cambios automática de 3 velocidades o manual de 4 velocidades.                                |
| Frenos                 | De discos ventilados delante, y de tambor atrás.                                                      |
| Ruedas                 | Llantas: de 15 x 7" las delanteras y las traseras. Neumáticos: FR60-15 los delanteros y los traseros. |
| Velocidad máxima       | 178,6 km/h (111 mph).                                                                                 |
| Aceleración            | 0 a 97 km/h (60 mph) en 9,9 segundos.                                                                 |
| Precio                 | 7490 $                                                                                                |